# Lian Rona
Lian Rona (en hebreo: ליאן רונה‎; 10 de febrero de 2008) es una deportista israelí que compite en gimnasia rítmica, en la modalidad individual. Ganó una medalla de bronce en el Campeonato Europeo de Gimnasia Rítmica de 2025, en la prueba de equipo.

## Palmarés internacional
| Campeonato Europeo | Campeonato Europeo | Campeonato Europeo | Campeonato Europeo |
| Año                | Lugar              | Medalla            | Prueba             |
| ------------------ | ------------------ | ------------------ | ------------------ |
| 2025               | Tallin (Estonia)   | Medalla de bronce  | Equipo             |